# Campionat del Món de natació en piscina curta de 2014

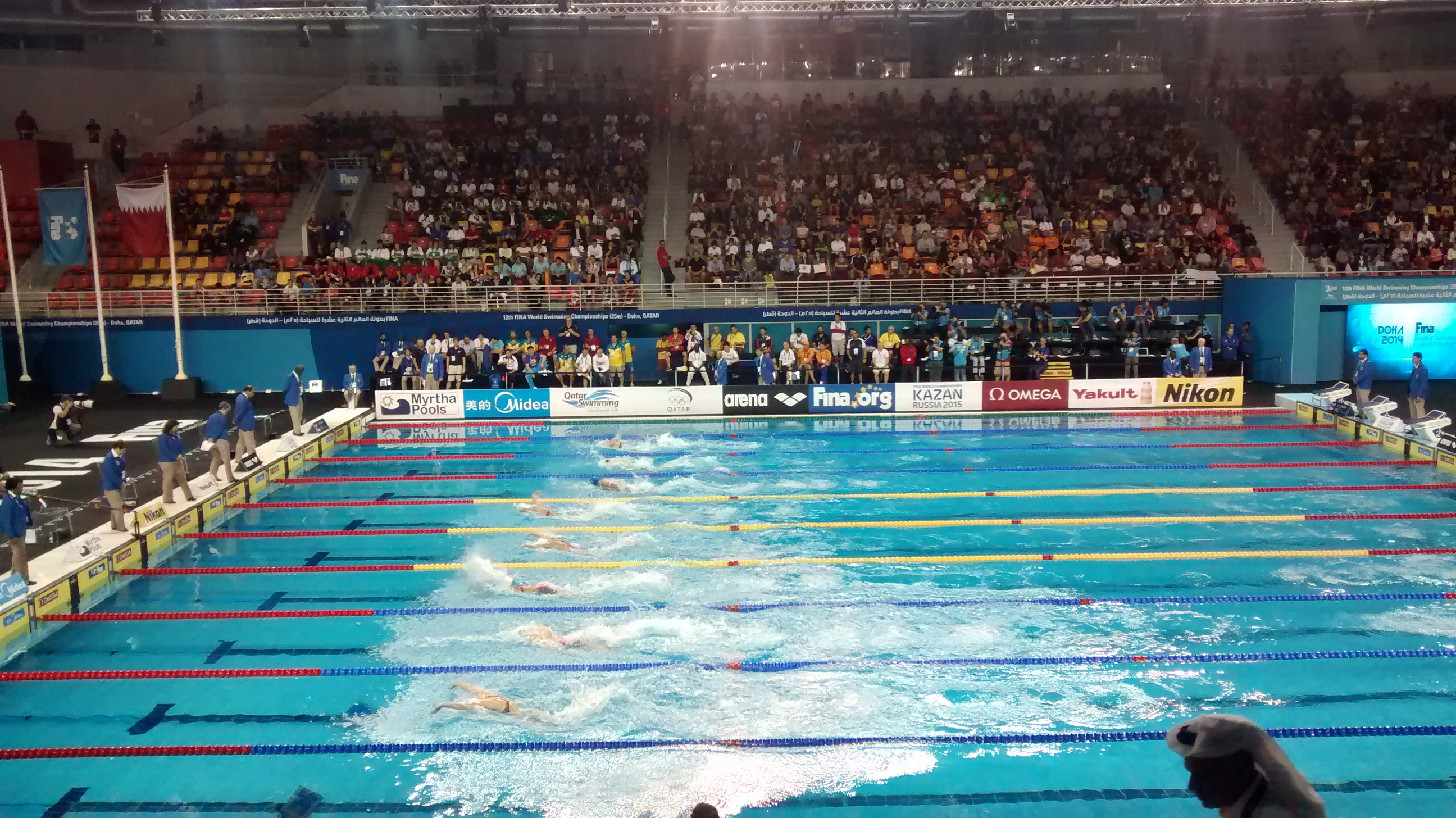
Imatge de la piscina interior utilitzada pel Campionat del món de natació.

El XII Campionat del Món de natació en piscina curta es va celebrar a Doha (Qatar) entre el 3 i el 7 de desembre de 2014 sota l'organització de la FINA i la federació qatariana de natació. Cal recordar que a diferència dels campionats del món de natació, en aquests només se celebren proves de natació en piscina de 25m, excloent la resta de disciplines.
En aquest campionat participaren més de 1100 atletes de 171 països diferents, en un total de 46 proves diferents i es van batre 31 rècords dels campionats dels quals 20 també varen ser rècords mundials.

## Medaller
| Posició | País            | Or | Plata | Bronze | Total |
| 1       | Brasil          | 7  | 1     | 2      | 10    |
| 2       | Hongria         | 6  | 3     | 2      | 11    |
| 3       | Països Baixos   | 5  | 1     | 6      | 12    |
| 4       | Sud-àfrica      | 4  | 1     | 0      | 5     |
| 5       | Espanya         | 4  | 0     | 0      | 4     |
| 6       | Japó            | 3  | 3     | 4      | 10    |
| 7       | França          | 3  | 2     | 3      | 8     |
| 8       | Suècia          | 3  | 1     | 0      | 4     |
| 9       | Estats Units    | 2  | 9     | 6      | 17    |
| 10      | Dinamarca       | 2  | 1     | 3      | 6     |
| 11      | Austràlia       | 1  | 5     | 4      | 10    |
| 12      | Rússia          | 1  | 4     | 4      | 9     |
| 13      | Itàlia          | 1  | 2     | 3      | 6     |
| 14      | Alemanya        | 1  | 1     | 2      | 4     |
| 15      | Polònia         | 1  | 1     | 1      | 3     |
| 16      | Jamaica         | 1  | 1     | 0      | 2     |
| 16      | Lituània        | 1  | 1     | 0      | 2     |
| 18      | Regne Unit      | 0  | 7     | 1      | 8     |
| 19      | R.P. de la Xina | 0  | 2     | 1      | 3     |
| 20      | Tunísia         | 0  | 1     | 0      | 1     |
| 21      | Ucraïna         | 0  | 0     | 2      | 2     |
| 22      | Canadà          | 0  | 0     | 1      | 1     |
| 22      | Sèrbia          | 0  | 0     | 1      | 1     |
| Total   | Total           | 46 | 47    | 46     | 139   |

Si Catalunya participés com una federació més, hauria aconseguit 4 medalles d'or i es trobaria a la posició número 5 del medaller.

## Resultats[2]
WR:Rècord mundial
CR:Rècord del campionat

### Masculí
| Prova (en metres) | Or                                                                    | Or          | Argent                                                                            | Argent   | Bronze                                                                      | Bronze   |
| Prova (en metres) | Nedador                                                               | Marca       | Nedador                                                                           | Marca    | Nedador                                                                     | Marca    |
| ----------------- | --------------------------------------------------------------------- | ----------- | --------------------------------------------------------------------------------- | -------- | --------------------------------------------------------------------------- | -------- |
| 50 papallona      | Chad Le Clos Sud-àfrica                                               | 21.95CR     | Nicholas Santos Brasil                                                            | 22.08    | Andrii Govorov Ucraïna                                                      | 22.49    |
| 100 papallona     | Chad Le Clos Sud-àfrica                                               | 48.44 WR    | Tom Shields Estats Units                                                          | 48.49    | Tommaso D'Orsogna Austràlia                                                 | 49.60    |
| 200 papallona     | Chad Le Clos Sud-àfrica                                               | 1:48.61 CR  | Daiya Seto Japó                                                                   | 1:48.92  | Pawel Korzeniowski Polònia                                                  | 1:50.21  |
| 50 esquena        | Florent Manaudou França                                               | 22.22 WR    | Eugene Godsoe Estats Units                                                        | 23.05    | Stanislav Donetc Rússia                                                     | 23.10    |
| 100 esquena       | James Larkin Austràlia                                                | 49.57       | Radoslaw Kawecki Polònia                                                          | 50.11    | Ryosuke Irie Japó Matt Grevers Estats Units                                 | 50.12    |
| 200 esquena       | Radoslaw Kawecki Polònia                                              | 1:47.38     | Ryan Lotche Estats Units                                                          | 1:48.20  | Mitchell James Larkin Austràlia                                             | 1:48.35  |
| 50 braça          | Felipe França Silva Brasil                                            | 25.63 CR    | Adam Peaty Regne Unit Cameron Van Der Burgh Sud-àfrica                            | 25.87    | -                                                                           | -        |
| 100 braça         | Felipe França Silva Brasil                                            | 56.29 CR    | Adam Peaty Regne Unit                                                             | 56.35    | Giacomo Perez-Dortona França                                                | 56.78    |
| 200 braça         | Daniel Gyurta Hongria                                                 | 2:01.49     | Markus Koch Alemanya                                                              | 2:01.91  | Kirill Prigoda Rússia                                                       | 2:02.38  |
| 50 lliures        | Florent Manaudou França                                               | 20.26 WR    | Marco Orsi Itàlia                                                                 | 20.69    | Cesar Cielo Brasil                                                          | 20.88    |
| 100 lliures       | Cesar Cielo Brasil                                                    | 45.75       | Florent Manaudou França                                                           | 45.81    | Danila Izotov Rússia                                                        | 46.09    |
| 200 lliures       | Chad Le Clos Sud-àfrica                                               | 1:41.45     | Danila Izotov Rússia                                                              | 1:41.67  | Ryan Lochte Estats Units                                                    | 1:42.09  |
| 400 lliures       | Peter Bernek Hongria                                                  | 3:34.32 CR  | James Guy Regne Unit                                                              | 3:36.35  | Velimir Stjepanovic Sèrbia                                                  | 3:38.17  |
| 1500 lliures      | Gregorio Paltrinieri Itàlia                                           | 14:16.10 CR | Oussama Mellouli Tunísia                                                          | 14:18.79 | Ryan Cochrane Canadà                                                        | 14:23.35 |
| 100 estils        | Markus Deibler Alemanya                                               | 50.66 WR    | Vladimir Morozov Rússia                                                           | 50.81    | Ryan Lochte Estats Units                                                    | 51.24    |
| 200 estils        | Kosuke Hagino Japó                                                    | 1:50.47     | Ryan Lochte Estats Units                                                          | 1:51.31  | Daiya Seto Japó                                                             | 1:51.79  |
| 400 estils        | Seto Daiya Japó                                                       | 3:56.33     | Hagino Kosuke Japó                                                                | 4:01.17  | David Verraszto Itàlia                                                      | 4:01.82  |
| 4x50 lliures      | Rússia Vladimir Morozov Evgeny Sedov Oleg Tikhobaev Sergei Fesikov    | 1:22.60 WR  | Estats Units Josh Scheneider Tom Shields Jimmy Feigen Ryan Lochte                 | 1:23.47  | Itàlia Luca Dotto Marco Orsi Filippo Magnini Marco Belotti                  | 1:24.56  |
| 4x100 lliures     | França Clement Mignon Fabien Gilot Florent Manaudou Metella Mehdy     | 3:03.78 CR  | Rússia Vladimir Morozov Sergei Fesikov Danila Itozov Mikhail Polishchuk           | 3:04.18  | Estats Units Jimmy Feigen Matt Grevers Ryan Lochte Tom Shields              | 3:05.58  |
| 4x200 lliures     | Estats Units Conor Dwyer Ryan Lochte Matt McLEan Tyler Clary          | 6:51.68     | Itàlia Andrea Michell D'Arrigo Marco Belotti Nicolangelo Di Fabio Filippo Magnini | 6:51.80  | Rússia Mikhail Polishchuk Danila Izotov Artem Lobuzov Viacheslav Andrusenko | 6:51.96  |
| 4x50 estils       | Brasil Guiherme Guido Felipe França Silva Nicholas Santos Cesar Cielo | 1:30.51 WR  | França Benjamin Stasiulis Giacomo Perez-Dortona Mehdy Metella Florent Manaudou    | 1:31.25  | Estats Units Eugene Godsoe Cody Miller Tom Shields Josh Schneider           | 1:31.83  |
| 4x100 estils      | Brasil Guilherme Guido Felipe França Silva Marcos Macedo Cesar Cielo  | 3:21.14     | Estats Units Matt Grevers Cody Miller Tom Shields Ryan Lochte                     | 3:21.49  | França Florent Manaudou Giacomo Perez-Dortona Mehdy Metella Clement Mignon  | 3:22.26  |

### Femení
| Prova (en metres) | Or                                                                                     | Or             | Argent                                                                        | Argent  | Bronze                                                                                 | Bronze  |
| Prova (en metres) | Nedadora                                                                               | Marca          | Nedadora                                                                      | Marca   | Nedadora                                                                               | Marca   |
| ----------------- | -------------------------------------------------------------------------------------- | -------------- | ----------------------------------------------------------------------------- | ------- | -------------------------------------------------------------------------------------- | ------- |
| 50 papallona      | Sarah Sjostrom Suècia                                                                  | 24.58 CR       | Jeanette Ottesen Dinamarca                                                    | 24.71   | Inge Dekker Països Baixos                                                              | 24.73   |
| 100 papallona     | Sarah Sjostrom Suècia                                                                  | 54.61 WR       | Ying Liu R.P. de la Xina                                                      | 55.25   | Jeanette Ottesen Dinamarca                                                             | 55.32   |
| 200 papallona     | Mireia Belmonte Catalunya                                                              | 1:59.61 WR     | Katinka Hosszu Hongria                                                        | 2:01.12 | Franziska Hentke Alemanya                                                              | 2:03.89 |
| 50 esquena        | Etiene Medeiros Brasil                                                                 | 25.67 WR       | Emily Seebohm Austràlia                                                       | 25.83   | Katinka Hosszu Hongria                                                                 | 25.96   |
| 100 esquena       | Katinka Hosszu Hongria                                                                 | 55.03 WR       | Emily Seebohm Austràlia                                                       | 55.31   | Daryna Zevina Ucraïna                                                                  | 55.54   |
| 200 esquena       | Katinka Hosszu Hongria                                                                 | 1:59.23 WR     | Emily Seebohm Austràlia                                                       | 2:00.13 | Sayaka Akase Japó                                                                      | 2:02.30 |
| 50 braça          | Ruta Meilutyte Lituània                                                                | 28.84          | Alia Atkinson Jamaica                                                         | 28.91   | Moniek Nijhuis Països Baixos                                                           | 29.64   |
| 100 braça         | Alia Atkinson Jamaica                                                                  | 1:02.36 CR =WR | Ruta Meilutyte Lituània                                                       | 1:02.46 | Moniek Nijhuis Països Baixos                                                           | 1:04.03 |
| 200 braça         | Kanako Watanabe Japó                                                                   | 2:16.92        | Rie Kaneto Japó                                                               | 2:17.43 | Rikke Moller Pedersen Dinamarca                                                        | 2:17.83 |
| 50 lliures        | Ranomi Kromowidjojo Països Baixos                                                      | 23.32          | Bronte Campbell Austràlia                                                     | 23.62   | Dorothea Brandt                                                                        | 23.77   |
| 100 lliures       | Femke Heemsker Països Baixos                                                           | 51.37          | Sarah Sjostrom Suècia                                                         | 51.39   | Ranomi Kromowidjojo Països Baixos                                                      | 51.47   |
| 200 lliures       | Sarah Sjostrom Suècia                                                                  | 1:50.78 WR     | Katinka Hosszu Hongria                                                        | 1:51.18 | Femke Heemskerk Països Baixos                                                          | 1:51.69 |
| 400 lliures       | Mireia Belmonte Catalunya                                                              | 3:55.76 CR     | Sharon Van Rouwendaal Països Baixos                                           | 3:57.76 | Zhang Yufei R.P. de la Xina                                                            | 3:59.51 |
| 800 lliures       | Mireia Belmonte Catalunya                                                              | 8:03.41 CR     | Jaz Carlin Regne Unit                                                         | 8:08.16 | Sharon Van Rouwendaal Països Baixos                                                    | 8:08.17 |
| 100 estils        | Katinka Hosszu Hongria                                                                 | 56.70 WR       | Siobhan-Marie O'Connor Regne Unit                                             | 57.83   | Emily Seebohm Austràlia                                                                | 58.19   |
| 200 estils        | Katinka Hosszu Hongria                                                                 | 2:01.86 WR     | Siobhan-Marie O'Connor Regne Unit                                             | 2:05.87 | Melanie Margalis Estats Units                                                          | 2:06.68 |
| 400 estils        | Mireia Belmonte Catalunya                                                              | 4:19.86 WR     | Katinka Hosszu Hongria                                                        | 4:22.94 | Hannah Miley Estats Units                                                              | 4:24.74 |
| 4x50 lliures      | Països Baixos Inge Dekker Femke Heemskerk Maud Van Der Meer Ranomi Kromowidjojo        | 1:34.24 WR     | Estats Units Madison Kennedy Abbey Weitzeil Natalie Coughlin Amy Bilquist     | 1:34.61 | Dinamarca Jeanette Ottensen Julie Larsen Levisen Mie Ostergaard Nielsen Pernille Blume | 1:35.48 |
| 4x100 lliures     | Països Baixos Inge Dekker Femke Heemskerk Maud Van Der Meer Ranomi Kromowidjojo        | 3:26.53 WR     | Estats Units Natalie Coughlin Abbey Weitzeil Madison Kennedy Shannon Vreeland | 3:27.70 | Itàlia Erika Ferraioli Silvia Di Pietro Aglaia Pezzato Federica Pellegrini             | 3:29.48 |
| 4x200 lliures     | Països Baixos Inge Dekker Femke Heemsker Ranomi Kromowidjojo Sharon Van Rouwendaal     | 7:32.85 WR     | R.P. de la Xina Yuhan Qiu Yue Cao Junjun Guo Duo Shen                         | 7:32.02 | Austràlia Leah Neale Madi Wilson Brianna Throssell Kylie Palmer                        | 7:38.59 |
| 4x50 estils       | Dinamarca Mie Ostergaard Nielsen Rikke Moller Pedersen Jeanette Ottesen Pernille Blume | 1:44.04 WR     | Estats Units Felicia Lee Emma Reaney Claire Dohahue Natalie Coughlin          | 1:44.92 | França Mathilde Cini Charlotte Bonnet Melanie Henique Anna Santamans                   | 1:45.89 |
| 4x100 estils      | Dinamarca Mie Ostergaard Nielsen Rikke Moller Pedersen Jeanette Ottesen Pernille Blume | 3:48.86        | Austràlia Madi Wilson Sally Hunter Emily Seebohm Bronte Campbell              | 3:50.31 | Japó Sayaka Akase Kanako Watanabe Rino Hosoda Miki Uchida                              | 3:50.50 |

### Mixt
| Prova (en metres) | Or                                                                          | Or         | Argent                                                                          | Argent  | Bronze                                                                 | Bronze  |
| Prova (en metres) | Nedador                                                                     | Marca      | Nedador                                                                         | Marca   | Nedador                                                                | Marca   |
| ----------------- | --------------------------------------------------------------------------- | ---------- | ------------------------------------------------------------------------------- | ------- | ---------------------------------------------------------------------- | ------- |
| 4x50 lliures mixt | Brasil Etiene Medeiros Felipe França Silva Nicholas Santos Larissa Oliveira | 1:37.26    | Regne Unit Chris Walker-Hebborn Adam Peaty Siobhan-Marie O'Connor Fran Hallsall | 1:37.46 | Itàlia Niccolo Bonnachi Fabi Scozzoli Silvia di Pietro Erika Ferraioli | 1:37.90 |
| 4x50 estils mixt  | Estats Units Josh Schneider Matt Grevers Madison Kennedy Abbey Weitzeil     | 1:28.57 WR | Rússia Evgeny Sedov Vladimir Morozov Veronika Popova Rozaliya Nasretdinova      | 1:29.13 | Brasil Cesar Cielo Joao De Lucca Etiene Medeiros Larissa Oliveira      | 1:29.17 |